# Castelpoto
Castelpoto é uma comuna italiana da região da Campania, província de Benevento, com cerca de 1.473 habitantes. Estende-se por uma área de 11 km², tendo uma densidade populacional de 134 hab/km². Faz fronteira com Apollosa, Benevento, Campoli del Monte Taburno, Foglianise, Vitulano.

## Demografia
| Variação demográfica do município entre 1861 e 2011                               |
|                                                                                   |
| Fonte: Istituto Nazionale di Statistica (ISTAT) - Elaboração gráfica da Wikipedia |